# Myxotrichum cancellatum
Myxotrichum cancellatum är en lavart som beskrevs av W. Phillips 1884. Myxotrichum cancellatum ingår i släktet Myxotrichum och familjen Myxotrichaceae.   Inga underarter finns listade i Catalogue of Life.